# هيكل عظمي بشري

منظر أمامي للهيكل العظمي

منظر خلفي للهيكل العظمي

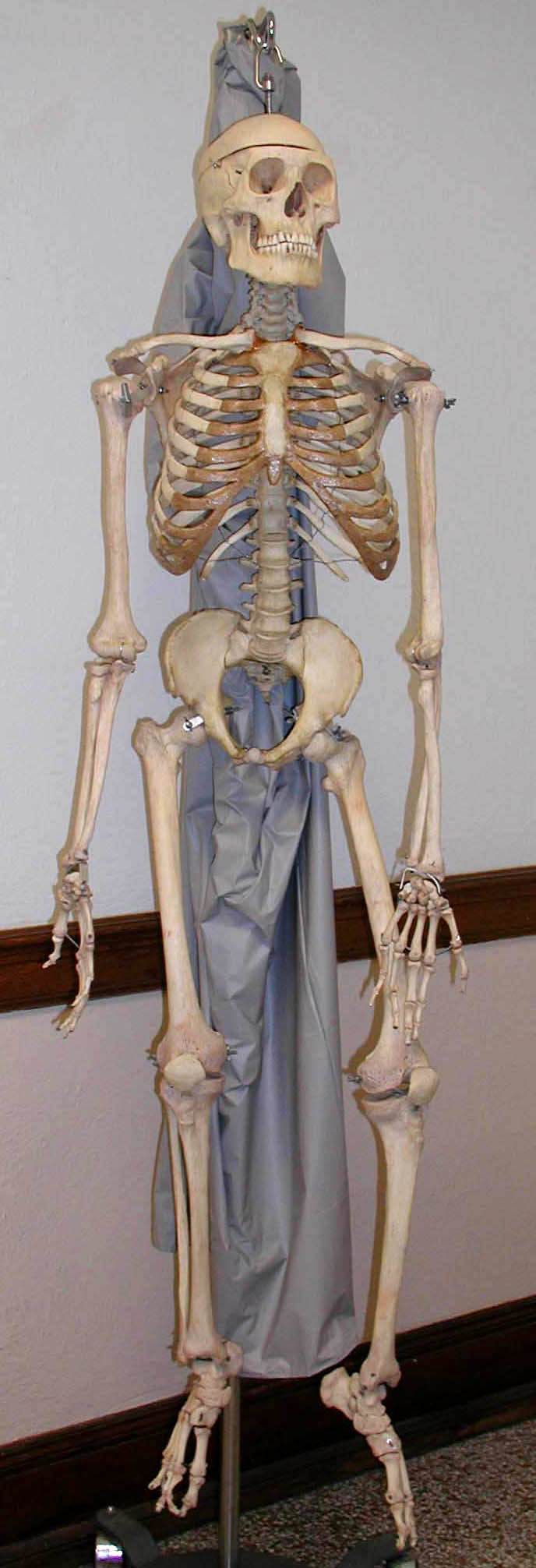
هيكل عظمى حقيقي يستخدم في الدراسة عليه

الهيكل العظمي عند الإنسان مجموعة عظام ترتبط ببعضها عن طريق المفاصل. تتكون عظام الطفل عند الولادة على 270 عظمة، وينخفض هذا العدد إلى 206 عظمة - باستثناء العظام الصغيرة الموجودة في الأذن الوسطى (الركاب، المطرقة، السندان) والعظمين السمسمانيين في القدم واليد - في سن البلوغ بعد التحام بعض العظام ببعضها والإنسان البالغ يشمل 206 عظمة تختلف اشكالها وابعادها ويمكن للعدد أن يختلف من إنسان إلى آخر حسب عدد العظام الصغيرة التي تلتحم سويًا. وتكون العظام على هيئة غضاريف قبل الولادة، والغضروف نسيج متين ولكنه لين ويبقى زمنا طويلا، وينمو الجنين وتتكلس الغضاريف أي يترسب عليها أملاح الكالسيوم فتصبح نسيجاً عظمياً صلباً، وأول عظم يتكلس في الجسم هو عظم الترقوة.

## تركيب العظام
يتكون كل عظم طويل من جزء طويل رفيع يسمى جسم العظم ونهايتين مستديرتين تكونان رأس العظم. وسطح العظم مغطى بغشاء متين يسمى السمحاق، يحتوي على عدد كبير من الأوعية الدمويةالدقيقة تكسبه اللون الوردي، ذلك لأن العظام مثلها مثل أي نسيج في الجسم لا بد من تغذيتها بالدماء
وتوجد تحت الجلد المحيط بالعظم، قشرة من العظم الصلب تشبه العاج يزداد سمكها عند منتصف العظم. والعظم داخل هذه القشرة إسفنجي التركيب، ويوجد النخاع الأحمر في فجواته. ويقع معظم هذا العظم الإسفنجي عند نهايتي العظم.
وتتكون ملايين الكرات الدموية الحمراء في كل ثانية في هذا النخاع العظمي الأحمر. وللكرة الدموية الحمراء نواة في داخل العظم، ولذلك يمكنها أن تنقسم وتتوالد، وبذلك تمر الكرة الحمراء في عدة أطوار أثناء نموها، وبمجرد أن تكون في حالة صالحة للانضمام إلى الكرات الحمراء الأخرى التي في الدورة الدموية، نرى أن النواة تختفي من وسطها، ومن هنا نرى أن الكرة الدموية الحمراء لا تستطيع الانقسام وهي في الدورة الدموية، ولا أن تتوالد، إنها تستطيع ذلك فقط وهي في النخاع العظمي داخل العظام والجزء الأوسط من العظم مجوف، ويحتوي على نوع مختلف من النخاع، إذ هو دهني أصفر اللون، فهو بمثابة مخزن للدهنيات في العظم.
والعظام مركبة بحيث تنمو مع نمو الجسم، فعند نهاية الجسم عند طرفي العظام فيما يلي رأسيها، توجد طبقة رقيقة من النسيج الغضروفي تسمى طبقة النمو. ويسمح هذا التركيب بنمو جسم العظم دون أن يتأثر رأسها وفي الوقت نفسه ينمو رأس العظم دون أن يتأثر جسمه. وعندما تتكلس طبقة النمو، يتوقف نمو العظم.
لا تستطيع العظام أن تتحرك من تلقاء نفسها وحيث يجتمع عظمان يتكون المفصل وتتصل العظام بعضها ببعض بطرق مختلفة حتى يكون هيكل الجسم متيناً وتتوافر له في الوقت نفسه حركة حرة واسعة النطاق. ففي البعض، كما في المرفق والركبة تتصل العظام بعضها ببعض بمفصل خطافي أو زري وفي البعض الآخر مثل مفصلي الحرقفة والكتف تتصل العظام بمفصل كروي تجويفي وفي هذين النوعين من المفاصل، وفي المفاصل التي تشبههما توجد طبقة من غشاء رقيق تفرز سائلاً يسمح بانزلاق طرفي العظمين بعضهما فوق بعض بنعومة وبدون احتكاك.
وتتصل بعض العظام بعضها ببعض اتصالاً متيناً لا يسمح بأي حركة كما في عظام الجمجمة، ولذلك تسمى هذه المفاصل بالثابتة أو غير المتحركة. فالوجه والرأس مثلاً يتكونان من اثنتين وعشرين عظمة (بدون عظيمات السمع) لا يتحرك منها إلا الفك الأسفل.

## أقسام الهيكل العظمي
يمكن تقسيم الهيكل العظمي إلى جزئين هما:
- الهيكل العظمي المحوري: ويتكون من الجمجمة والعمود الفقري والقفص الصدري والحوض.
- الهيكل العظمي الطرفي: ويتكون من الهيكل العظمي للطرف العلوي وأيضاً الطرف السفلي.

## الهيكل العظمي المحوري (80 عظمة)

### الجمجمة
وهي مجموعة عظام منحنية بطريقة حيث تشكل فراغا داخلها، وتتكون من 28 عظمة متصلة معا بمفاصل ثابتة تسمى درزات تسمح بمقدار ضئيل من الحركة، تسمح بنمو الرأس عند الأطفال. ويوجد في المنطقة السفلى من الجمجمة ثقبة يمر عبرها النخاع الشوكي ليصل إلى الدماغ تسمى: الثقبة العظمى.
ثمانية عظام تشكل صندوق عظمي يسمى محفظة الدماغ أو علبة الدماغ، وهو تركيب عظمي يحيط بالدماغ والنخاع المستطيل. أما منطقة الوجه فتتكون من 14 عظمة. وفي منطقة الأذنين توجد ستة عظام تقع في الأذن الوسطى، تسمى بعظيمات السمع، يوجد ثلاث عظيمات سمع في كل أذن.
تقسيم عظام الجمجمة الـ 28 كالتالي
- عِظامُ القِحْف - (Cranial Bones)
  - الجداري وعددها (2)- Parietal
  - الصُّدْغِيّ وعددها (2) Temporal
  - الجَبْهِيّ وعددها (1) Frontal
  - القَذالِيّ وعددها (1) Occipital
  - الغِرْبالِيٌّ وعددها (1) Ethmoid
  - الوَتَدِيّ وعددها (1) Sphenoid
- عِظامُ الوَجْه - (Facial Bones)
  - فك علوي وعددها (2) Maxilla
  - الوجني وعددها (2) Zygomatic
  - فك سفلي وعددها (1) Mandible
  - الأنفي وعددها (2) Nasal
  - الحنكي وعددها (2) Platine
  - محارة الأنف السفلية وعددها (2) Inferior nasal concha
  - الدمعي وعددها (2) Lacrimal
  - الميكعة وعددها (1) Vomer
- العُظَيماتُ السَّمْعِيَّة - (Auditory Ossicles)
  - مطرقة وعددها (2) Malleus
  - سندان وعددها (2) Incus
  - ركاب وعددها (2) Stapes

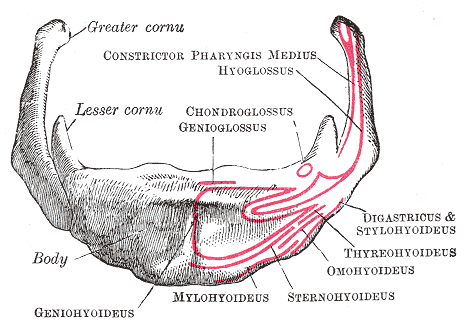
العظم اللامي"بحاجة للترجمة عل الفوتو شوب"

العظم اللامي (Hyoid) وهي عظمة واحدة داعمة للحنجرة، ولا تعتبر جزءا من الجمجمة، حيث أنها لا تتصل بأي عظمة أخرى. 

تحتوي هذه العظمة على قرن كبيرة Greater cornua, وكذلك على قرن صغيرة Lesser cornua.

العمود الفقري

### العمود الفقري
يشكل العمود الفقري الدعامة الرئيسية للجسم البشري ويمتد طوليا في منطقة الجذع، ويتكون من حلقات فوق بعضها البعض تسمى كل منها فقرة vertebrae، وفي العامود الفقري البشري 24 فقرة متصلة مفصليا بالفقرات التي تسبقها وتليها، مما يسمح لها بالحركة، السبع الأولى من هذه الفقرات عنقية cervical vertebrae، تليها 12 فقرة صدرية thoracic vertebrae ثم 5 فقرات قطنية lumbar vertebrae، كما يوجد 9 فقرات ملتحمة في أسفل الظهر تتصل جزئيا بالحوض 5 منها تسمى الفقرات العجزية sacrumوالاربعة الباقية تسمى فقرات عصعصية coccyx، فيكون المجموع الكامل للفقرات 33 فقرة.
- الفقرات العنقية (7) فقرات، وهي فقرات العلوية أو الأولى من العمود الفقري.
- الفقرات الصدرية (12)
- الفقرات القطنية (5) فقرات، تلي الفقرات الصدرية، وتعلو أيضاً الفقرات الملتحمة الخاصة بالعجز والعصعص، ومن أهم ما يميز الفقرات القطنية عن باقي الفقرات أنها ذات جسم عريض نسبياً، والقناة الفقارية تأخذ شكل المثلث تقريباً.
- عجز (5)فقرات ملتحمة، تقع بين الفقرات القطنية والعصعص، تكوَّن ما يشبه العظْمة الواحدة.
- عصعص (4أو 3)فقرات ملتحمة سوياً.

المميزات العامة للعمود الفقري
تتصل الفقرات ببعضها بواسطة أربطة عديدة، وتفصل أجسامها بواسطة أقراص ليفية غضروفية.
يحتوي العمود الفقري على القناة الفقارية التي يوجد بها النخاع الشوكي وأغشيته والأعصاب الشوكية عند بدايتها.
توجد على كل جانب من العمود الفقري ثقوب صغيرة تعرف بالثقوب بين الفقرات لمرور الأعصاب الشوكية من داخل القناة الفقارية إلى خارجها، وكل ثقب يحده من أعلى ومن أسفل عنقا القوس العصبي لفقرتين متتاليتين، ومن الأمام القرص الليفي الغضروفي وأجسام الفقرتين المجاورتين له، أما من الخلف فيحده النتوءات المفصلية لهاتين الفقرتين وعند بروز أي جزء من الأجزاء المحيطة بهذا الثقب يحدث ضغط على العصب الشوكي المار فيه كما هو الحال في حالات الانزلاق الغضروفي.

القفص الصدري

### القفص الصدري
يتكون القفص الصدري من مجموعة من الأضلاع التي تشبه القفص، وتعمل على حماية التجويف الصدري (القلب والرئتين) وبذات الوقت إعطاء مجال للحركة من أجل التنفس. تتصل الأضلاع من الأمام بعظمة القص، ومن الخلف تتصل الفقرات بفقرات العمود الفقري وبعضها يتمفصل مع نفسه.
- عظم قص (1)
- أضلاع (24)

بحيث أن زوج الأضلاع رقم 11، وزوج الأضلاع رقم 12 لا يغلقان قوس كباقي الأضلاع ولذلك لا يتصلان بعظم القص.
والأعصاب متفرقة كالآتي:
- عنقية (8)
- ظهرية (12)
- قطنية (5)
- عجزية (5)
- عصعصية (1)

### الحوض
وضع الحوض في الجسم
أثناء الوقوف يكون وضع الحوض في الجسم مائلاً بحيث يعمل مستوى مدخل الحوض مع المستوى الأفقي زاوية مقدارها 60 درجة.
تتلخص وظيفة الحوض بحمل وزن الجسم وتوزيعه على الطرفين السفليين، ويعتبر قناة الولادة عند المرأة وحفظ الأحشاء كالمثانة والمستقيم وبعض الأعضاء التناسلية.
الفرق بين حوض الرجل والمرأة:
- عظام المرأة أخف وزناً ومكان اتصال العضلات أقل وضوحاً عنها في الرجل.
- حوض المرأة أكثر اتساعاً وأقصر من حوض الرجل والشرم الوركي الكبير والصغير أوسع وأقل عمقاً في المرأة عنه في الرجل.
- تتجه الشوكة الحرقفية والحدبة الحرقفية إلى الخارج في المرأة وإلى الداخل في الرجل.
- تبلغ زاوية التقوس العاني 90 درجة في المرأة وأقل من ذلك في الرجل.
- مدخل الحوض مستدير أو بيضاوي في المرأة وقلبي الشكل في الرجل.

## الهيكل الطرفي

### الطرفان العلويان
يتركب الطرف العلوي من عظام الكتف ثم العضد فالساعد ثم الرسغ ثم الأمشـاط وتسمى راحـة اليد. فالأصابـع، ويتصل الطرف العلوي بالهيكل المحوري بواسطة الكتف.
- لوح الكتف: وهو عظم منبسط الشكل مثلث موجود جهة الظهر، طرفه الداخلي عريض والخـارجي مدبب، به بروز صغير يتصل به عظم رفيع متجه إلى الأمام ليتصل بالقفص الصدري ويسمى هذا العظم الترقوة.
- الترقوة: وهي عبارة عن عظم طويل يتصل بالكتف وبأعلى القفص الصدري وهي تساعد على توجيه الكتفين إلى الخلف.
- العضد: وهو عظم طويل قوي يكون الجزء الأعلى من الذراع ورأسها مستدير، يستقر في تجويف المفصل الكتفي وطرفها السفلي، وبه نتوءات بارزة تتصل بالزند اتصالا مفصليا لتكون المفصل المرفقي.
- الساعد: يتركب من عظمتـين هما: الزند والكعبرة، والطرف العلوي للزند سميك، ويتصل بالعضد، أما الطرف السفلي فرفيع ويتصل بعظمتين من عظام الـرسـغ، والزند هو العظم المواجه للخنصر أما الكعبرة فهي عظم أصغر من الزند ومواجه للإبهام، والزند يظل ثابتا في موضعه إذا قلبت اليد إلى الأسفل، أما الكعبرة فهي تتحرك بحيث تقاطع الزند، وهذا يساعد في انطلاق اليد في الأعمال اليدوية التي تؤديها.
- رسغ اليد: وهو يتركب من ثـمانية عظام موضوعة في صفين متوازيين يتصل بعضهما مع العظام المجاورة لها بواسطة أربطة تسهل لكل منها حركة انزلاقية تمكن اليد من الانثناء على الساعد وحركة الرسغ مضافة إلى حركة الزند والكعبرة تعطيان اليد مرونة في حركتها.
- الأمشاط والسلاميات: تتكون من عظام راحة اليد وتسمى الأمشاط، وعظام الأصابع وتسمى السلاميات، والأمشاط هي خمسة عظام طويلة رفيعة يتصل بكل منها أصبع مكون من ثلاث سلاميات ماعدا الإبهام فهو مكون من سلاميتين، ويتحرك الإبهام حركة واسعة لكي يمكنه من مقابلة الأصابع الأخرى وهذا يمكن الإنسان من استعمال أصابعه في القبض (التقاط) الأشياء الكبيرة والتقاط الأشياء الصغيرة

### الطرفان السفليان

عظام الطرف السفلي

يتصل الطرفان السفليان بالهيكل المحوري بواسطة الحزام الحوضي الـذي يتركب من عظام الحوض وهم العجز والعصعص في الخلف وعظم الورك في الجانب والأمام، ويوجد بالسطح الخـارجي على جانبي عظم الورك تجويفان يعرف كل منهما بالتجويف الحقي ويستقر فيه رأس عظم الفخذ.
ويتركب الـطرف السفـلي من عظم الورك الذي يتصـل به عظم الفخذ ثم الساق ثم رسغ القدم ثم القدم.
- عظم الورك هو عظم كبير ذو شكل غير منتظم، يتصل من الناحية الأمامية الباطنية بارتفاق العانة ومن الناحية الخلفية الظهرية بعظم العجز.
- عظم الفخذ هو عظم طويل قوي رأسه مستدير يستقر في التجويف الحقي وبطرفه الأسفل نتوءان كبيران يتصلان بالظنبوب اتصالا مفصليا، مكونان المفصل الركبي.
- الساق يتركب من عظمتين هما الظنبوب وهي كبراهما والشظية وهي الصغيرة منهـما، ويوجد أمام المفصل الركبي عظم صغير مستدير يسمى الرضفة. وظيفتها حماية هذا المفصل ومنع انثناء الساق للأمام.
- رسغ القدم يتكون من سبعة عظام إحداها كبيرة ممتدة إلى الخلف وتكون عقب القدم.
- الأمشاط والسلاميات يتكون من الأمشاط والسلاميات. والأمشاط خمسة رفيعة طويلة (راحة القدم)، وتتصل بكل مشط أصبع مكونة من ثلاث سلاميات ماعدا الإبهام فهو مكون من سلاميتين. وإبهام القدم لا يتحرك بسهولة كإبهام اليد.

## وظائف الهيكل العظمي
1. دعم الجسم: يعطي الهيكل العظمي للإنسان شكله المميز ويصلب الجسم.
2. الاتصال: يتصل بالهيكل العظمي العضلات والأربطة والأوتار.
3. الحركة: الهيكل العظمي هو محور الحركة في جسم الإنسان.
4. الحماية: يوفر الهيكل العظمي الحماية للأعضاء الحيوية كالمخ داخل الجمجمة، أيضا القفص الصدري يحمي القلب والرئتين.
5. تكوين الدم: تكوين كرات الدم الحمراء يتم داخل العظم.
6. تخزين الأملاح: يقوم العظم بتخزين أملاح الكالسيوم وغيرها.

## إحصاءات
يتجدد الهيكل العظمي للإنسان خلال حياته نحو 12 مرة. تستبدل الخلايا العظمية، ولا يوجد منها ما يزيد عمره عن 20 سنة. كما تحدث عملية مستمرة في العظام حيث يسحب الدم منها مواد تحتاجها الأجهزة الأخرى من الجسم، ثم يقوم بتعويضها عن طريق المواد الغذائية. يلعب في ذلك الكالسيوم وفيتامين د دورا هاما، حيث يساعد فيتامين د على انتقاء الكالسيوم من الأمعاء ويوصله الدم إلى العظام وزرعه فيها (اقرأ الهيكل العظمي).

## أقرأ أيضاً
- أنواع الكسور في العظام.
- هيكل صدري.